# Treueid
Ein Treueid oder Treueeid ist ein Eid einer Person oder Organisation gegenüber, durch den die Treue ihr gegenüber geschworen wird.

## Beispiele für Treueide
- der im Lehnseid enthaltene Treueid[3]
- nach dem Deutschen Beamtengesetz vom 26. Januar 1937 von jedem Beamten bei Dienstantritt zu leistender Eid auf den Führer[4]
- der Fahneneid als Treuebekundung von Soldaten[5]
- früher der Abgeordneteneid[6]
- 1790: Treueeid auf die Zivilkonstitution durch den französischen Klerus[7]
- 1933: Eid der deutschen römisch-katholischen Ortsbischöfe vor Amtsantritt gemäß Reichskonkordat gegenüber der Regierung[8]
- die Baiʿa im Bereich des Islam[9]